# Avenida Governador Rondon Pacheco
A Avenida Rondon Pacheco (Avenida Governador Rondon Pacheco), é a principal avenida de Uberlândia, na região do Triângulo Mineiro, estado de Minas Gerais, Região Sudeste do Brasil.

## Um pouco da história
- Avenida São Pedro, esse foi o primeiro nome dessa via; e se chamou assim, devido ao córrego que passa por de baixo dela. E esse nome foi mudado para Rondon Pacheco, no ano de 1971.
- Em 1981, esse córrego foi canalizado e a via foi pavimentada.
- E em 1992, o Center Shopping Uberlândia, principal shopping de toda região, foi inaugurado no cruzamento da avenida Rondon Pacheco, com a Avenida João Naves de Ávila, no bairro Tibery.
- Em 2000, o viaduto Carlos Saraiva, que passa por cima da avenida foi liberado para a população, na rua Joaquim Cordeiro.
- Em 2010, o Viaduto Pastor José Braga da Silva começou a ser construído, no cruzamento com a avenida João Naves de Ávila, e custou mais de 20 milhões de reais; foi inaugurado no ano de 2012.
- Em 2011, a avenida Rondon Pacheco, recebeu obras de melhoria na galeria pluvial e alargamento da via (cinco pistas nos dois sentidos), que custou mais de 70 milhões de reais, e foi liberada a população em 2012.
- Em 2012, o viaduto no cruzamento com a avenida Nicomedes Alves dos Santos foi entregue para a população uberlandense. A obra custou mais de 9,5 milhões de reais.[2]
- Há também outro viaduto, que já foi inaugurado a alguns anos, sobre a avenida Rondon Pacheco, no cruzamento com a rua Duque de Caxias, na região centro-sul, denominado Jayme Tannus.[3]

## Um pouco sobre a avenida
- A Avenida Rondon Pacheco, era uma via muito pacata, de terra, sem comércios.
- Atualmente, a avenida é de pista dupla, com cinco faixas em cada sentido, sendo quatro de rolamento e uma de estacionamento.
- Há também na via, duas ciclovias, uma em cada sentido.
- A via tem prédios comerciais e residenciais; vários comércios, principalmente na área de gastronomia, e ela é conhecida regionalmente, como Corredor Gastronômico de Uberlândia, por ter vários restaurantes, pizzarias, bares, sorveterias e outros.
- Ainda tem terrenos vagos, que passam de 2 mil reais por metro quadrado.
- A via tem também, 184 imóveis que não são residenciais, mais de 20 condomínios de apartamentos e mais de 20 casas.[4]

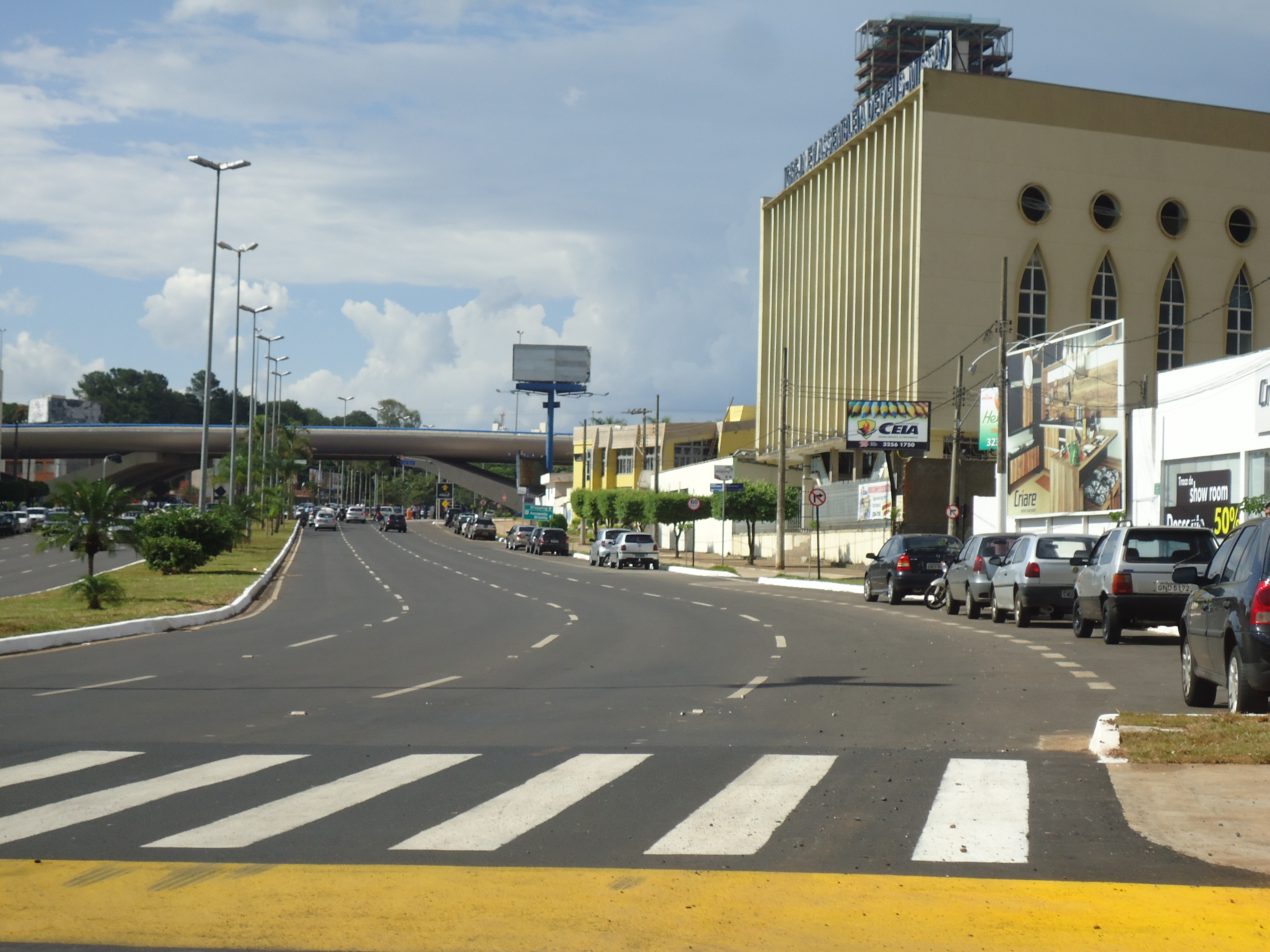
Avenida Rondon Pacheco, em Uberlândia.

## Principais locais da Avenida Rondon Pacheco
- Novo Fórum - Rondon com Rua São Paulo, Zona Leste.
- Teatro Municipal de Uberlândia, é o principal ponto turístico da avenida Rondon Pacheco, Zona Leste.[5]
- Receita Federal  - Rondon com Rua da Bandeira, Zona Leste.
- DMAE - Do lado do Teatro Municipal, Zona Leste.